# Clotilde (falecida em 531)
Clotildis ou Clotilde (c. 500–531) era filha de Clóvis I e Santa Clotilde. Gregório de Tours menciona seu casamento com o rei visigótico Amalarico, arranjado após a morte de seu pai, indicando que ela foi enviada a Espanha "com um grande dote de jóias caras". Procópio cita que "rex […] Visigotthorum Amalaricus" era casado com "Regis Theodeberti sororem". Numa passagem posterior, Gregório menciona o fato de que Clotilda era maltratada pelo esposo, por ela ser católica e ele ariano. Esse fato desencadeou a invasão de seu irmão Quildeberto I a Espanha; derrotou Amalarico e levou Clotildis de volta à França.
Clotidis morreu a caminho da França e foi enterrada ao lado de seu pai, na Basílica dos Santos Apóstolos, em Paris.

## Casamento e filhos
- Em 511 com Amalarico (502–531), rei dos visigodos, tiveram dois filhos :Atanagildo e Leovegildo.